# Coelioxys squamosula
Coelioxys squamosula är en biart som beskrevs av Popov 1946. Coelioxys squamosula ingår i släktet kägelbin, och familjen buksamlarbin. Inga underarter finns listade i Catalogue of Life.